# Ankylopteryx (Ankylopteryx) insularis
Ankylopteryx (Ankylopteryx) insularis is een insect uit de familie van de gaasvliegen (Chrysopidae), die tot de orde netvleugeligen (Neuroptera) behoort. 
Ankylopteryx (Ankylopteryx) insularis is voor het eerst wetenschappelijk beschreven door Navás in 1922.